# Cebus olivaceus
Sapajou brun, Singe musqué
Espèce
Statut de conservation UICN

 LC  : Préoccupation mineure
Statut CITES
Le Capucin olive[réf. nécessaire] (Cebus olivaceus) est une espèce de primate de la famille des Cebidae, appelée aussi Sapajou brun ou Singe musqué.

## Autres noms
Weeper capuchin. Wedge-capped capuchin (C. o. olivaceus), brown weeper capuchin (C. o. brunneus), chestnut capuchin (C. o. castaneus). Les Anglo-Saxons l’appellent weeper, le capucin pleureur, en raison du long cri monosyllabique ‘woooooo’ qu’il émet en guise de cri de contact ou lorsqu’il est quelque peu en détresse. Caiarara da serra, caiarara marrom (Brésil). Sahi-hu (en tupi), caí (en guarani), au Brésil. Mono chuco ou machango (Venezuela). Nakú (« singe ») en langue warao (Indiens de l’Orénoque, Venezuela). Iwarka en langue pemón (Indiens de la Gran Sabana, Venezuela). Bergikeskesi ou nyan-karu mongi (« le singe qui mange le maïs ») au Surinam. Iwarîka ou iwaraka (langue macuxi, Guyana). Kaïwololo en langue wayampi en Guyane française.

## Répartition géographique et habitat

### Distribution
Nord de l’Amérique du Sud. Presque tout le Venezuela, Guyanes et nord du Brésil (États d’Amazonas, Roraima, Para et Amapá) au sud jusqu’à l’Amazone, à l’ouest jusqu’au Rio Negro et à l’est jusqu’aux îles de Caviana et Mexiana (juste au nord de Marajó). Récemment introduit dans l’île de Margarita au large du nord du Venezuela et s’y rencontre dans la région du mont Matasiete.

### Habitat
Forêt sèche et llanos - mosaïque de prairies et de forêt tropicale, la terre étant inondée de juin à octobre (nord du Venezuela), forêt pluviale (Guyanes), de plaine et submontagneuse jusqu’à 2 000 m d’altitude. Fréquente de préférence le sous-bois.

### Densité
Commun dans les régions du Venezuela que n’ont colonisées ni le Capucin à front blanc ni le Capucin brun. Sur le reste de sa zone de distribution, sa densité chute sensiblement. Seulement 1,4 à 1,9/km² dans les forêts de la Counami (Guyane française), où il doit cohabiter avec le Sapajou des Guyanes (C. (S.) apella).

## Sous-espèces
Cinq sous-espèces sont connues mais leur statut étant incertain, une révision taxinomique s’impose :
- Capucin pleureur brun (C. o. brunneus) : Llanos et cordillère côtière du nord du Venezuela ;
- Capucin à pointe (C. o. apiculatus) : Région du bas Orénoque et du Rio Caura, au nord-est du Venezuela ;
- (C. o. ssp. nov.) : mentionnée par Bodini et Pérez-Hernández en 1987, apparemment largement répandue au centre du Venezuela, au nord de l’Orénoque ;
- Capucin olive (C. o. olivaceus) : Est du Venezuela (département de Bolívar), Guyana et nord du Brésil ;
- Capucin olive des Guyanes (C. o. castaneus) : Surinam et Guyane française.

## Description

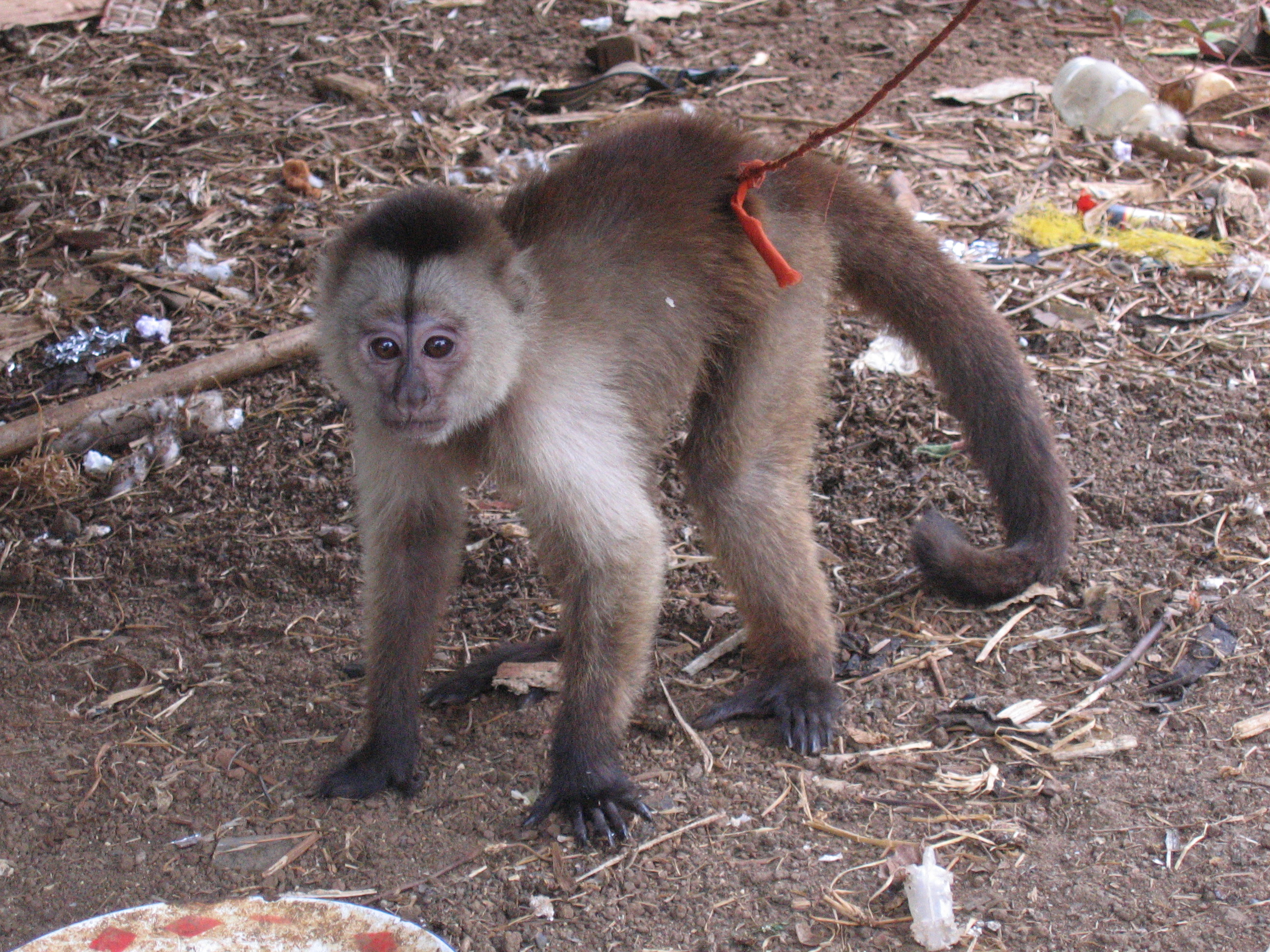
Un capucin olivâtre (Cebus olivaceus) maintenu captif par des amérindiens Wayampi en Guyane française.

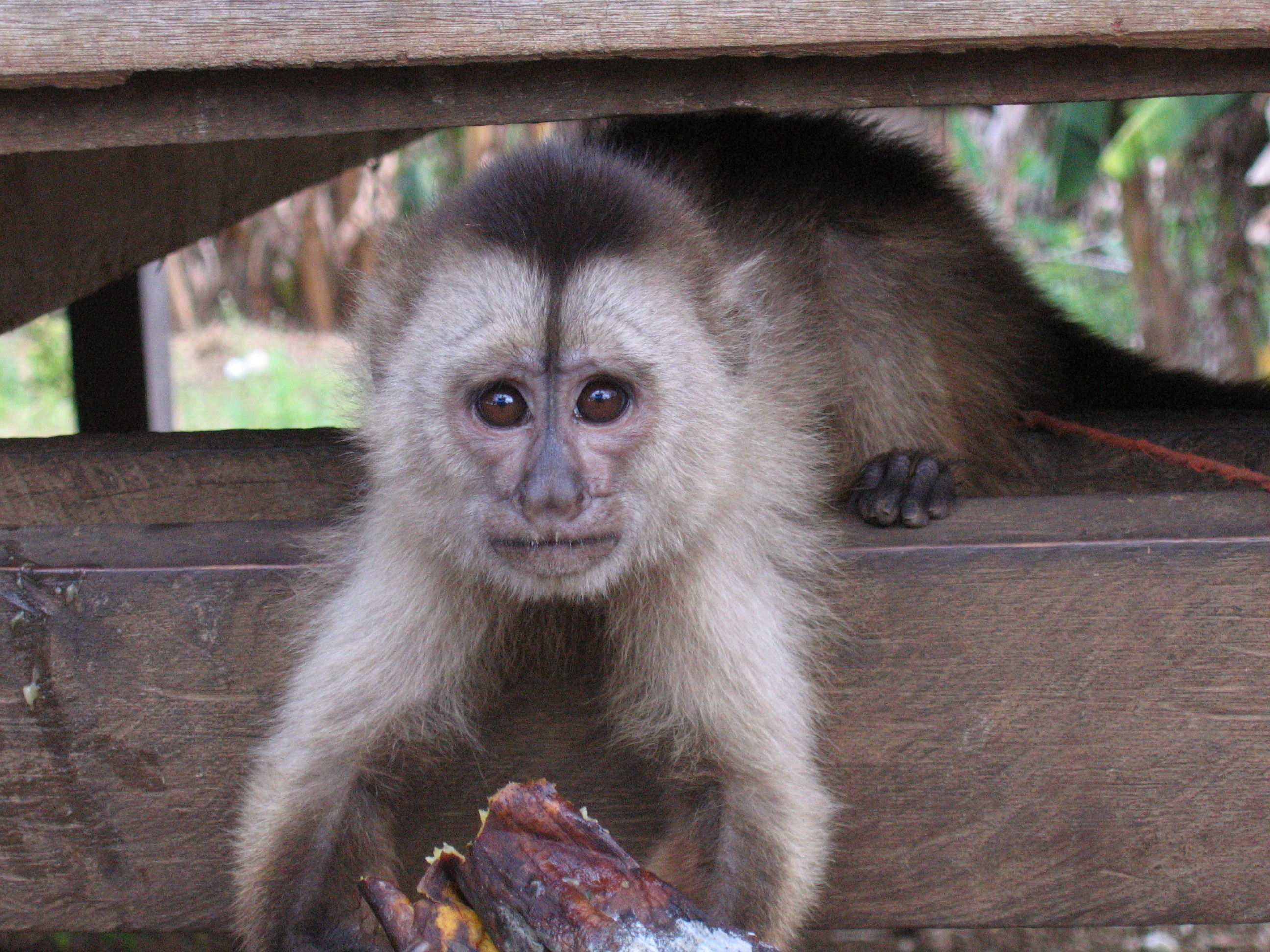
Capucin olivâtre (Cebus olivaceus), sous-espèce de Guyane française.

Ressemble au Capucin à front blanc (C. (C.) albifrons), surtout à l’état juvénile. Pas de crête sagittale. Pelage long, le plus souvent rugueux et ébouriffé (la seule espèce du genre Cebus dont la fourrure n’est pas soyeuse). Épaules marron jaunâtre. Dos, croupe et flancs marron roussâtre. Raie dorsale diffuse, continue et contrastante. Ventre et thorax roussâtres. Gorge rousse. Surface latérale des bras bicolore mal définie (marron jaune puis marron roussâtre). Surface médiale des bras marron jaune clair. Surface latérale des jambes marron roussâtre. Surface médiale des jambes marron noirâtre. Queue marron roussâtre dessus et dessous, avec un pinceau marron noirâtre noir peu contrastant. Nuque châtaigne roussâtre. Couronne noire qui n’atteint pas les oreilles et descend en un triangle caractéristique jusqu’à la base du nez (qui lui donne son nom anglais, wedge capuchin, wedge désignant une cale, un coin). Ce V devient moins visible à la maturité, notamment chez les femelles qui ont le front broussailleux. Pas de touffes. Tête claire : notamment, les favoris n’ont pas une couleur distincte ; de même, on ne distingue pas de tract préauriculaire. Il n’existe donc pas de contraste marqué entre les poils entourant la face et ceux du reste du corps, contrairement à ce qu’on observe chez les capucins à front blanc et à face blanche. Pas de barbe. Face presque nue gris brun clair, le museau et la lèvre supérieure parfois pigmentés de gris foncé.
Les spécimens du nord-ouest de la distribution (Roraima) ont un pelage marron jaunâtre olive plus rêche que les spécimens de la partie orientale de la distribution (Amapá, Marajó) qui présentent un pelage marron roussâtre parfois soyeux et lisse. Les spécimens centraux (centre du Guyana, Surinam et Guyane française) seraient davantage brun sombre (castaneus). Fourrure sable clair chez apiculatus.

### Mensurations
Mâle : Corps de 38 à 46 cm. Queue de 44 à 49 cm. Poids 2,9 kg. Femelle : Corps 39 cm. Queue 45 cm. Poids de 2,1 à 2,4 kg. Cerveau : 80,8 g.

### Locomotion
Quadrupède. Sauteur. Suspension. Queue préhensile.

## Mode de vie
Le capucin olive est un animal diurne et arboricole. Il parcourt chaque jour 2 à 3 km à la recherche de nourriture dans la canopée et au sol (environ 14 % du temps).

### Domaine
Dans les llanos vénézuéliens (études menées à Hato Masaguaral et Hato Piñero), le territoire mesure 2 à 3 km2 et chevauche extensivement celui des groupes voisins.

### Sympatrie et association
Il s’associe avec le Saïmiri commun (Saimiri sciureus). En revanche, il entretient des relations conflictuelles avec le Hurleur roux (Alouatta seniculus) lorsque les deux espèces se rencontrent sur un même arbre fruitier, notamment les figuiers.

### Alimentation
Généraliste opportuniste. Quasi-omnivore à tendance frugivore.
Au Venezuela (Río Guarico), pendant la saison des pluies, les fruits sont si nombreux que les capucins peuvent se permettre de ne les consommer qu’à moitié, abandonnant les restes en contrebas aux pécaris ou aux tortues charbonnières. Plus de 50 espèces figurent à son menu. Décortiquer les gousses et les cosses est un art dans lequel ce manipulateur excelle. Sous chaque feuille ou presque se cache une chenille qui fera un apéritif protéiné. Les escargots seront servis en guise de digestif : ils représentent 32 % des proies capturées soit une part supérieure aux insectes sociaux (22 %). Agile, il parvient jusqu’à l’extrémité des branches et pille les œufs de l’Hoazin : l’œuf est emporté puis cassé délicatement sur une grosse branche et gobé sans perdre de liquide : il faut des années d’entraînement pour une telle performance. Les œufs du Cassique à queue jaune, pondus dans un nid suspendu, sont, eux, inatteignables. Les grands mâles n’hésitent pas à s’attaquer aux grenouilles, aux lézards et aux iguanes verts. Les écureuils sont traqués impitoyablement et décapités avant consommation. En décembre et janvier, la survie devient plus problématique. L’eau s’est évaporée au soleil. Quelques millilitres de liquide enfermés dans une coquille d’escargot mort sont les bienvenus. Les assoiffés lèchent la rosée sur les feuilles et arrachent l’écorce pour y trouver de l’humidité. À un moment ou un autre de la journée, ils sont obligés d’aller boire à l’un des rares marigots restants. Au point d’eau, les capucins passent après les pécaris qui s’y vautrent copieusement. Le butor (sorte de héron trapu) éloigne les singes en courant ailes déployées et reçoit des bouts de branche sur la tête : ils devront attendre une bonne partie de la journée que l’oiseau ait terminé sa pêche. Pendant la saison sèche, les capucins en sont réduits à manger des insectes, notamment des sauterelles en abondance (mais aussi fourmis, guêpes, mille-pattes), les racines des jeunes arbres, les noix tombées au sol. Ils lèchent le nectar des fleurs : leurs voisins, les hurleurs roux, sont moins délicats, qui avalent les fleurs en entier. Sur une année entière, la part de fruits s’élève à 55 % du régime alimentaire et celle des proies à 33 %, des pourcentages équilibrés en relation avec un habitat à saisons marquées.

### Comportements sociaux
Des cas d’infanticide ont été observés chez cette espèce, un comportement que l’on ne retrouve, parmi les singes néotropicaux, que chez les hurleurs. En outre, les femelles dominantes tètent parfois les femelles de rang inférieur, mais celles-ci ne sont pas toujours lactantes. Ce comportement étrange ressortit à une forme de parasitisme. L’allomaternage a été observé chez cette espèce.
À Hato Masaguaral, les capucins frottent contre tout leur pelage un mille-pattes (Orthoporus dorsovittatus) dont les sécrétions défensives à base de benzoquinones éloignent les moustiques.

#### Taille du groupe
Variable. 10 à 50. 13,2 (RN des Nouragues, Guyane française). 12 (de 9 à 14), dans le Parc naturel de Brownsberg (Surinam).

#### Structure sociale et système de reproduction
Groupe multimâle-multifemelle ou groupe unimâle. Polygamie ou polygynie. Les variations de taille parmi les troupes et leurs conséquences structurelles ont été longuement étudiées à Hato Piñero (Venezuela). Dans ces llanos, les capucins olive s’organisent en groupes restreints comprenant une dizaine de membres et un seul mâle adulte reproducteur (structure unimâle) ainsi qu’en vastes troupes de 20 à 40 individus avec plusieurs mâles adultes (structure multimâle), communautés mouvantes qui se recomposent en permanence au gré des conflits et des alliances.

#### Hiérarchie
La compétition est âpre pour s’approprier les meilleures branches. Pendant la saison sèche (qui dure de janvier à mars), les grandes formations évincent les plus petites qui doivent systématiquement céder le terrain et donc parcourir davantage de chemin pour se nourrir. Mais le fait d’appartenir à une « grosse équipe » n’a pas que des avantages. La concurrence augmente linéairement. Si les jeunes mâles semblent n’avoir peur de rien, les mères doivent se défendre âprement pour avoir leur part du butin. Même si les femelles ont globalement un plus grand succès reproductif au sein des vastes communautés, elles peuvent choisir de vivre en harem (groupe unimâle) afin de limiter le stress lié à la compétition alimentaire et d’évoluer en grandes troupes seulement lorsque la nourriture abonde.
Le Capucin olive propose un système social intermédiaire entre celui du Sapajou des Guyanes et celui du Capucin à front blanc. Les mâles sont hiérarchisés par l’âge et la taille et les femelles évoluent dans un cadre matriarcal. La femelle alpha est l’animal le plus agressif : les autres individus passent leur temps à éviter les colères de la mégère inapprivoisable. Les femelles de haut rang recherchent la compagnie et toilettent le mâle alpha : en échange de faveurs sexuelles, il leur assure sa protection et un accès privilégié aux ressources ainsi qu’à leurs enfants. Les autres membres du groupe sont relativement tolérants et affichent leur solidarité. Les femelles de haut rang, semble-t-il, se reproduisent plus tôt dans leur vie et à une fréquence plus élevée que les femelles inférieures. Les jeunes femelles tissent avec leurs alter ego féminins et les femelles âgées des liens forts qui persistent souvent à l’état adulte.

#### Dispersion
Femelle philopatrique. Le mâle émigre vers 2 ans.

#### Communication orale
Communique par des appels calmes. Selon le danger, il module ses réactions. À la vue d’un félin, il pousse des cris stridents, signes de grande inquiétude. À la vue d’un python, ce sont de simples couinements d’alarme. Éloigner un grand serpent relève du loisir, échapper aux serres de l’aigle est une tout autre histoire ... 11 vocalisations ont été distinguées, réparties en quatre catégories selon leur objet : cri de contact concernant un seul individu, cri de contact concernant la troupe, cri d’alarme destiné à la troupe et cri ponctuant la fin d’une attaque réelle ou potentielle. Les appels de régulation spatiale sont au nombre de trois : ‘huh’ pour maintenir la distance entre les membres, ‘arrawks’ pour la réduire et ‘hehs’ pour l’augmenter.

#### Communication visuelle
Les démonstrations agressives incluent des bonds exagérés et des secouements de branches. En face d’un dominé, un animal subordonné grimace afin de l’apaiser et de faciliter le contact.
Communication olfactive : imprègne son pelage et ses mains de sa propre urine, comme les saïmiris, pour conserver l’odeur du clan. Communique également par l’urine (dépôt sur le corps puis indirectement sur les substrats).

#### Communication tactile
Grooming fréquent.

### Reproduction
Majorité des naissances entre mai et juillet, en période d’abondance (Venezuela), même si la période des naissances commence dès la fin de la saison sèche

### Prédateurs
Jacaré (caïman) lorsque le singe s’abreuve au sol. Ocelot, tayra. Rapaces.

## Menaces et protections

### Menaces
Déforestation. Chasse.

### Conservation
PN de la Sierra de Perijá, PN de Terepaima, PN de Guatopo, PN d’Aguaro-Guariquito, PN de Mochima, PN d’El Guácharo, R. d’Imataca (Venezuela). P. naturel de Brownsberg et RN du Surinam central (Surinam). R. de la forêt pluviale d’Iwokrama, Plateau de Potaro (Guyana). RN des Nouragues et RN de La Trinité (Guyane française). SE d’Anavilhanas, SE de Maracá, RB du Trombetas et PN de Tumucumaque (Brésil).